# فاك ترميز

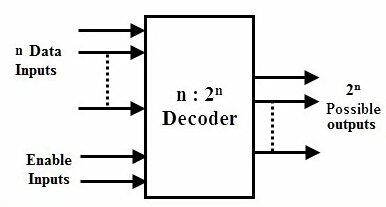

يُعبّر عن المعلومات في الإلكترونيات الرقمية مشفرة، وللتحويل من شيفرة إلى أخرى يتم استخدام «مبدلات الشيفرة» - وهي المشفرات وفاكات الشيفرة.
وفاكك الشيفرة دائرة كهربائية لها مدخلات ومخرجات، وفي حالة فاكك الشفرة ينتج كل مُخرج نتيجة توفيق رياضي فريد من المُدخلات. وفاكك الشيفرة مدخلاته أكثر من مخرجاته بعكس المشفر. مثلًا تُعتبر « بوابة و » فاككة للشفرة حيث أنها تُخرج 1 عندما تكون جميع المُدخلات 1.
فاك الشيفرة كما يدل اسمه يستقبل قيم ويشفرها ويحتوي على n مدخل وn^2 مخرج وكل خرج يمثل حد أصغري واحد من الدخل. ويتم تفعيل الخرج الموافق للدخل n. الشكل المجاوريظهر فاك شيفرة من 2 إلى 4 من أجل المداخلS1S0 = 00، 01، 10، 11 يكون الخرج هو0, 1, 2, 3 على الترتيب.كما في النواخب يوجد عوازل ثلاثية الحالة على كل مخرج.
الشكل يمثل فاك شيفرة (a) يمثل البنية الداخلية و(b) يمثل المخطط الصندوقي، 
مع إشارة تمكين عند المستوى المرتفع.
- في حالة فاك الشيفرة دائماً واحد من المخارج فعال والباقي غير فعال. أما في الموزع فجميع المخارج غير فعالة باستثناء مخرج وحيد يأخذ إشارة I (الدخل الوحيد) وهي إما 0 أو 1. وباقي المخارج مغلقة.
- الموزع إذا وصلنا إلى مداخله (1) يصبح فاك الشيفرة.

صمم دارة فاك شيفرة بثلاث مداخل علماً أن الحالة الفعالة للمخرج المتميز عند الواحد فقط.
تتميز دارة فاك التشفير بأن لها n مدخل و 2n مخرج ومن أجل حالة دخل يكون مخرج واحد فقط فعال.
تتميز فاكات التشفير أن المعلومات المطبقة على الدخل مختلفة عن الشيفرة التي تظهر على الخرج أي تقوم بتحويل الشيفرة.
مثال:
فاك الشيفرة 1*2
مثال:
فاك الشيفرة 2*4

## مواضيع ذات صلة
- مشفرات الأولوية
- المظهر ذو القطع السبع
- مشفر